# Naturschutzgebiet Unterlauf der Möhne
Das Naturschutzgebiet Unterlauf der Möhne mit einer Größe von 12,8 ha liegt nördlich von Neheim im Stadtgebiet von Arnsberg im Hochsauerlandkreis. Es wurde 1998 mit dem Landschaftsplan Arnsberg durch den Kreistag des Hochsauerlandkreises als Naturschutzgebiet (NSG) mit dem Namen Naturschutzgebiet Möhne und einer Flächengröße 13,2 ha ausgewiesen. Bei der Neuaufstellung des Landschaftsplanes Arnsberg durch den Kreistag 2021 wurde das NSG mit verändertem Namen erneut ausgewiesen und etwas verkleinert. Das NSG geht direkt bis an den Siedlungsrand.

## Gebietsbeschreibung
Im NSG handelt es sich um die Möhne mit ihrer Flussaue bis zur Einmündung in die Ruhr. Die Möhne selbst ist weitgehend unverbaut, die südlichen und östlichen Ufer dagegen sind häufig mit Steinschüttungen versehen. Vor der Einmündung in die Ruhr sind die letzten 500 bis 600 m beidseitig durch Uferbefestigungen eingefasst. Weite Strecken des etwa 3 km langen Flussabschnittes haben einen bedingt naturnahen Charakter. Insbesondere unterhalb des mit einer Fischtreppe ausgestatteten Wehres, etwa in der Mitte des Gewässerabschnittes, verändert sich das Strömungsbild kleinräumig. An den Uferbereichen sind kleine Sand- und Kiesbänke entstanden und stellenweise Uferabbrüche und kleine, umflossene Inseln. Als Unterwasservegetation ist der Flutender Wasserhahnenfuß vorhanden. Weiter oberhalb des Wehres reichen an der westlichen Seite Laubmischwälder bis direkt an das Ufer. Zwei künstliche Sohlschwellen verändern die Gewässerstruktur, und die östlichen Uferbereiche dieses Abschnittes sind durch die Dominanz von Neophyten stark beeinträchtigt. Kurz oberhalb vor dem Wehr hat sich am westlichen Ufer ein kleiner Erlenbruchwald mit einem Rote-Liste-Pflanzenartvorkommen erhalten, der darüber hinaus jedoch ein nur eingeschränktes Artenspektrum typischer Erlenbrüche und nur geringe heterogene Altersstrukturen aufweist. Weitere Erlenbestände befinden sich auf der gegenüberliegenden Uferseite, die vor allem aufgrund eines hohen Freizeitdrucks stark eutrophiert und zum Teil vermüllt sind. Ebenso unter negativem Einfluss stehen ufernahe, gut zugängliche Brache- und Gebüschflächen im Süden des Gebietes.
Der Landschaftsplan führt zum Wert des Schutzgebietes aus: „Insgesamt zeichnet sich die Festsetzung durch eine hohe strukturelle Vielfalt und durch einen Komplex verschiedener Lebensraumstrukturen aus. Der Gewässerabschnitt dient insbesondere auch dem regionalen Gewässerverbund.“ Als zusätzliche Entwicklungsmaßnahme führt der Landschaftsplan aus, dass ein Wegekonzept für die Steuerung der Naherholung erstellt werden soll.

## Pflanzen- und Tierarten im NSG
Auswahl vom Landesamt für Natur, Umwelt und Verbraucherschutz Nordrhein-Westfalen dokumentierte Pflanzenarten, ohne Gehölze, im Gebiet: Aronstab, Aufgeblasenes Leimkraut, Beifuß, Bitteres Schaumkraut, Bittersüßer Nachtschatten, Blasen-Segge, Dornige Hauhechel, Echter Beinwell, Echtes Johanniskraut,  Echtes Mädesüß, Echtes Springkraut, Flutender Wasserhahnenfuß, Frauenfarn, Fuchssches Greiskraut, Gefleckte Taubnessel, Gelbe Schwertlilie, Gelber Steinklee, Gewöhnliche Goldnessel, Gewöhnliche Pestwurz, Gewöhnlicher Blutweiderich, Gewöhnlicher Gilbweiderich, Große Sternmiere, Gundermann, Hain-Gilbweiderich, Hain-Sternmiere, Hopfenklee, Knoblauchsrauke, Kohldistel, Rainfarn, Rote Lichtnelke, Rote Taubnessel, Schwarze Königskerze, Straußenfarn, Stumpfblättriger Ampfer, Sumpfdotterblume, Sumpf-Vergissmeinnicht, Ufer-Wolfstrapp, Wald-Engelwurz, Wald-Ziest, Wasserdost und Wiesen-Flockenblume.
Das Landesamt dokumentierte die Tierarten Bisamratte, Graureiher, Höckerschwan und Reiherente im Schutzgebiet.
2025 stellte man die Wiederbesiedlung des Möhneunterlaufs im Naturschutzgebiet durch den Biber, nach etwa 200 Jahren Abwesenheit durch Ausrottung, fest. Die Tiere besiedelten einen Bereich, in dem der Angelverein Gut Wasserwaid 1993 Renaturierungs-Maßnahmen durchgeführt hatte. Damals pflanzte man 10.000 Bäume, meisten Weiden und Erlen. 2006 wurde das Flussbett auf über 600 Meter Länge auf bis zu 50 Meter verbreitert.
Im Jahr 1877 war der letzte Biber in Westfalen an der Möhne abgeschossen worden. Über 150 Jahren später, im Jahr 2021 kam es an der Möhne im Arnsberger Staatswald erstmals wieder zu Beobachtungen dieser Tiere.

## Spezielle Schutzzwecke für das NSG
Wie bei allen Naturschutzgebieten in Deutschland wurde in der Schutzausweisung darauf hingewiesen, dass das Gebiet „wegen der Seltenheit, besonderen Eigenart und Schönheit des Gebietes“ zum Naturschutzgebiet erklärt wurde. Laut Landschaftsplan erfolgte die Ausweisung zum:
- „Schutz, Erhaltung und Entwicklung eines strukturreichen und abschnittsweise unverbauten Flussabschnittes mit begleitenden Erlenwäldern, Ufergehölzen und Uferhochstaudenfluren;“
- „Entwicklung durch Optimierung der Gewässerrandbereiche.“
- „Das NSG dient auch der nachhaltigen Sicherung von besonders schutzwürdigen Lebensräumen nach § 30 BNatSchG und von Vorkommen seltener Tier- und Pflanzenarten.“[2]